# Марлборо (Нью-Йорк)
Марлборо (англ. Marlborough) — місто (англ. town) в США, в окрузі Ольстер штату Нью-Йорк. Населення — 8808 осіб (2010).

## Демографія
Згідно з переписом 2010 року, у місті мешкало 8808 осіб у 3335 домогосподарствах у складі 2329 родин. Було 3644 помешкання
Расовий склад населення:
| - 89,7 % — білих - 4,1 % — чорних або афроамериканців - 0,9 % — азіатів - 0,2 % — корінних американців - 3,0 % — осіб інших рас |

До двох чи більше рас належало 2,1 %. Частка іспаномовних становила 8,7 % від усіх жителів.
За віковим діапазоном населення розподілялося таким чином: 23,0 % — особи молодші 18 років, 63,4 % — особи у віці 18—64 років, 13,6 % — особи у віці 65 років та старші. Медіана віку мешканця становила 41,3 року. На 100 осіб жіночої статі у місті припадало 97,1 чоловіків; на 100 жінок у віці від 18 років та старших — 96,7 чоловіків також старших 18 років.
Середній дохід на одне домашнє господарство становив 89 950 доларів США (медіана — 77 759), а середній дохід на одну сім'ю — 105 626 доларів (медіана — 89 975). Медіана доходів становила 64 402 долари для чоловіків та 50 429 доларів для жінок. За межею бідності перебувало 6,9 % осіб, у тому числі 6,6 % дітей у віці до 18 років та 11,8 % осіб у віці 65 років та старших.
Цивільне працевлаштоване населення становило 4577 осіб. Основні галузі зайнятості: освіта, охорона здоров'я та соціальна допомога — 28,3 %, роздрібна торгівля — 12,2 %, науковці, спеціалісти, менеджери — 9,8 %, виробництво — 8,4 %.